# Mes Sungun Warzaghan Futsal Club
Mes Sungun Warzaghan Futsal Club – irański klub futsalowy z siedzibą w mieście Warzaghan, obecnie występuje w najwyższej klasie rozgrywkowej Iranu.

## Sukcesy
- Klubowe Mistrzostwa AFC w futsalu (1): 2018
- Mistrzostwo Iranu (2): 2017/18, 2018/19